# 吉尔伯特陨击坑

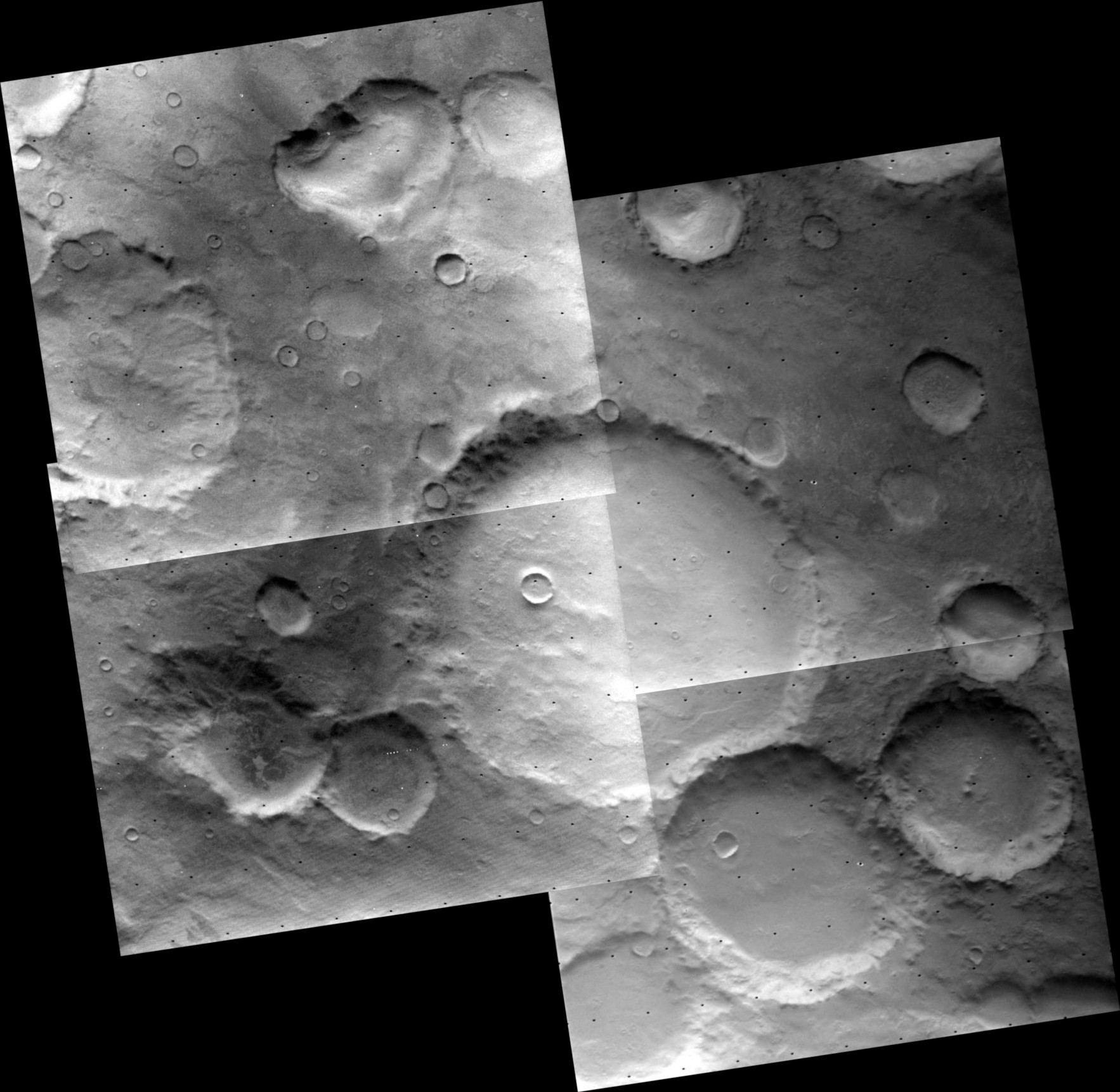
海盗2号轨道器拍摄的拼接图。

吉尔伯特陨击坑（Gilbert）是火星南海区一座巨大的撞击坑，它位于普罗米修斯山的北面，中心坐标位于南纬68度、东经86.3度处，直径约121公里，是南半球陨坑密布的高地区中数座大型陨坑之一。其名称取自美国地质学家格·卡·吉尔伯特，1973年被国际天文联合会正式批准接受。